# 2020-as svéd labdarúgó-bajnokság (első osztály)
A 2020-as Allsvenskan volt a 96. alkalommal megrendezett, legmagasabb szintű labdarúgó-bajnokság Svédországban. A pontvadászat 2020. április 4-én kezdődött és november 8-án ért véget. A címvédő a Djurgårdens IF csapata volt.

## Csapatváltozások
| Feljutott az első osztályba | Kiesett a másodosztályba     |
| --------------------------- | ---------------------------- |
| Mjällby AIF Varbergs BoIS   | GIF Sundsvall AFC Eskilstuna |

## Részt vevő csapatok
| Csapat          | Székhely                | Stadion                 | Befogadóképesség1 |
| --------------- | ----------------------- | ----------------------- | ----------------- |
| AIK             | Solna község, Stockholm | Friends Arena           | 50,000            |
| BK Häcken       | Göteborg                | Bravida Arena           | 6,500             |
| Djurgårdens IF  | Stockholm               | Tele2 Arena             | 30,000            |
| Falkenbergs FF  | Falkenberg              | Falcon Alkoholfri Arena | 5,565             |
| Hammarby IF     | Stockholm               | Tele2 Arena             | 30,000            |
| Helsingborgs IF | Helsingborg             | Olympia                 | 16,500            |
| IF Elfsborg     | Borås                   | Borås Arena             | 16,899            |
| IFK Göteborg    | Göteborg                | Gamla Ullevi            | 18,600            |
| IFK Norrköping  | Norrköping              | Nya Parken              | 15,734            |
| IK Sirius       | Uppsala                 | Studenternas IP         | 10,000            |
| Kalmar FF       | Kalmar                  | Guldfågeln Arena        | 12,000            |
| Malmö FF        | Malmö                   | Stadion                 | 22,500            |
| Mjällby AIF     | Hällevik                | Strandvallen            | 6,750             |
| Varbergs BoIS   | Varberg                 | Påskbergsvallen         | 4,500             |
| Örebro SK       | Örebro                  | Eyravallen              | 12,300            |
| Östersunds FK   | Östersund               | Jämtkraft Arena         | 8,466             |

- 1A Svéd Labdarúgó Szövetség honlapja szerint.[5]

### Személyek és támogatók
| Csapat          | Vezetőedző                     | Csapatkapitány       | Mezgyártó | Mezszopnzor         |     |                 |              |      |       |
| --------------- | ------------------------------ | -------------------- | --------- | ------------------- | --- | --------------- | ------------ | ---- | ----- |
| Csapat          | Vezetőedző                     | Csapatkapitány       | Mezgyártó | Mezszopnzor         | AIK | Bartosz Grzelak | Henok Goitom | Nike | Notar |
| BK Häcken       | Andreas Alm                    | Rasmus Lindgren      | Puma      | BRA                 |     |                 |              |      |       |
| Djurgårdens IF  | Kim Bergstrand Thomas Lagerlöf | Jesper Karlström     | Adidas    | Prioritet Finans    |     |                 |              |      |       |
| Falkenbergs FF  | Hans Eklund                    | Tibor Joza           | Adidas    | Gekås Ullared       |     |                 |              |      |       |
| Hammarby IF     | Stefan Billporn                | Jeppe Andersen       | Craft     | Jobman              |     |                 |              |      |       |
| Helsingborgs IF | Olof Mellberg                  | Andreas Granqvist    | Puma      | Resurs Bank         |     |                 |              |      |       |
| IF Elfsborg     | Jimmy Thelin                   | Sivert Heltne Nilsen | Umbro     | Sparbanken Sjuhärad |     |                 |              |      |       |
| IFK Göteborg    | Roland Nilsson                 | Robin Söder          | Craft     | Serneke             |     |                 |              |      |       |
| IFK Norrköping  | Jens Gustafsson                | Alexander Fransson   | Nike      | Holmen              |     |                 |              |      |       |
| IK Sirius       | Henrik Rydström                | Niklas Thor          | Select    | Various             |     |                 |              |      |       |
| Kalmar FF       | Nanne Bergstrand               | Viktor Elm           | Select    | Hjältevadshus       |     |                 |              |      |       |
| Malmö FF        | Jon Dahl Tomasson              | Anders Christiansen  | Puma      | Volkswagen          |     |                 |              |      |       |
| Mjällby AIF     | Marcus Lantz                   | David Löfquist       | Puma      | Various             |     |                 |              |      |       |
| Varbergs BoIS   | Joakim Persson                 | Astrit Selmani       | Craft     | Various             |     |                 |              |      |       |
| Örebro SK       | Axel Kjäll                     | Nordin Gerzić        | Puma      | ÖBAB                |     |                 |              |      |       |
| Östersunds FK   | Amir Azrafshan                 | Aly Keita            | Adidas    | Volkswagen          |     |                 |              |      |       |

### Vezetőedző váltások
| Csapat        | Távozó edző     | Ok                                          | Dátum               | Poz.      | Érkező edző       | Dátum                |
| ------------- | --------------- | ------------------------------------------- | ------------------- | --------- | ----------------- | -------------------- |
| Mjällby AIF   | Miloš Milojević | lejárt a szerződése                         | 2019. december 1.   | Előszezon | Marcus Lantz      | 2019. december 10.   |
| Malmö FF      | Uwe Rösler      | közös megegyezés                            | 2019. december 13.  | Előszezon | Jon Dahl Tomasson | 2020. január 5.      |
| Kalmar FF     | Jens Nilsson    | lejárt az ideiglenes vezetőedzői szerződése | 2019. december 13.  | Előszezon | Nanne Bergstrand  | 2019. december 13.   |
| Östersunds FK | Ian Burchnall   | közös megegyezés                            | 2020. július 11.    | 15.       | Amir Azrafshan    | 2020. július 11.     |
| AIK           | Rikard Norling  | menesztették                                | 2020. július 27.    | 12.       | Bartosz Grzelak   | 2020. július 31.     |
| IFK Göteborg  | Poya Asbaghi    | menesztették                                | 2020. szeptember 3. | 12.       | Roland Nilsson    | 2020. szeptember 11. |

## A bajnokság végeredménye
| Hely. | Csapat              | M  | Gy | D  | V  | G+ | G– | Gk  | P  | Továbbjutás vagy kiesés |
| ----- | ------------------- | -- | -- | -- | -- | -- | -- | --- | -- | ----------------------- |
| 1.    | Malmö FF (C)        | 30 | 17 | 9  | 4  | 64 | 30 | +34 | 60 | BL, 1. selejtezőkör     |
| 2.    | IF Elfsborg         | 30 | 12 | 15 | 3  | 49 | 38 | +11 | 51 | KL, 2. selejtezőkör     |
| 3.    | BK Häcken           | 30 | 12 | 13 | 5  | 45 | 29 | +16 | 49 | KL, 2. selejtezőkör     |
| 4.    | Djurgårdens IF      | 30 | 14 | 6  | 10 | 48 | 33 | +15 | 48 |                         |
| 5.    | Mjällby AIF         | 30 | 13 | 8  | 9  | 48 | 44 | +4  | 47 |                         |
| 6.    | IFK Norrköping      | 30 | 13 | 7  | 10 | 60 | 46 | +14 | 46 |                         |
| 7.    | Örebro SK           | 30 | 12 | 6  | 12 | 37 | 41 | −4  | 42 |                         |
| 8.    | Hammarby IF         | 30 | 10 | 11 | 9  | 47 | 47 | 0   | 41 | KL, 2. selejtezőkör     |
| 9.    | AIK                 | 30 | 10 | 9  | 11 | 30 | 33 | −3  | 39 |                         |
| 10.   | IK Sirius           | 30 | 9  | 11 | 10 | 43 | 51 | −8  | 38 |                         |
| 11.   | Varbergs BoIS       | 30 | 10 | 7  | 13 | 45 | 44 | +1  | 37 |                         |
| 12.   | IFK Göteborg        | 30 | 7  | 13 | 10 | 35 | 41 | −6  | 34 |                         |
| 13.   | Östersunds FK       | 30 | 8  | 9  | 13 | 27 | 46 | −19 | 33 |                         |
| 14.   | Kalmar FF (O)       | 30 | 6  | 10 | 14 | 30 | 49 | −19 | 28 | Osztályozó              |
| 15.   | Helsingborgs IF (K) | 30 | 5  | 11 | 14 | 33 | 48 | −15 | 26 | Kiesik a Superettan-ba  |
| 16.   | Falkenbergs FF (K)  | 30 | 5  | 9  | 16 | 33 | 54 | −21 | 24 | Kiesik a Superettan-ba  |

### Helyezések fordulónként, meccstáblázat
| Hazai \ Vendég1 | AIK | BKH | DIF | FFF | HAM | HIF | IFE | IFKG | IFKN | IKS | KFF | MFF | MAIF | VBS | ÖSK | ÖFK |
| AIK             |     | 0–1 | 0–1 | 1–1 | 3–0 | 2–0 | 1–2 | 2–0  | 1–4  | 1–0 | 0–1 | 2–2 | 1–0  | 1–0 | 0–2 | 0–1 |
| BK Häcken       | 4–0 |     | 0–2 | 3–0 | 3–0 | 1–0 | 6–0 | 0–0  | 2–1  | 1–1 | 0–2 | 1–1 | 2–2  | 2–1 | 3–0 | 2–1 |
| Djurgårdens IF  | 0–1 | 3–1 |     | 1–0 | 1–2 | 2–2 | 1–1 | 2–2  | 1–2  | 4–0 | 5–0 | 3–2 | 2–1  | 1–0 | 1–2 | 0–0 |
| Falkenbergs FF  | 1–1 | 1–1 | 3–2 |     | 1–3 | 2–2 | 1–3 | 0–3  | 3–3  | 1–2 | 0–2 | 0–1 | 2–3  | 2–0 | 2–1 | 0–1 |
| Hammarby IF     | 0–2 | 1–1 | 1–1 | 1–1 |     | 2–2 | 2–2 | 1–1  | 0–1  | 0–0 | 3–3 | 2–2 | 4–2  | 1–0 | 3–0 | 2–0 |
| Helsingborgs IF | 2–0 | 0–0 | 3–1 | 0–0 | 1–1 |     | 0–0 | 0–1  | 3–2  | 1–2 | 1–1 | 0–1 | 0–1  | 0–3 | 1–1 | 0–1 |
| IF Elfsborg     | 2–2 | 1–1 | 1–0 | 4–2 | 2–2 | 2–1 |     | 0–0  | 2–1  | 3–3 | 3–1 | 1–0 | 2–2  | 3–3 | 1–1 | 0–1 |
| IFK Göteborg    | 1–0 | 1–1 | 1–2 | 2–2 | 0–4 | 1–1 | 0–1 |      | 1–3  | 2–0 | 1–2 | 0–3 | 2–2  | 1–0 | 0–1 | 2–2 |
| IFK Norrköping  | 2–2 | 0–1 | 3–0 | 4–1 | 1–2 | 3–4 | 1–1 | 3–1  |      | 1–2 | 2–1 | 1–1 | 1–1  | 2–0 | 2–0 | 2–2 |
| IK Sirius       | 0–0 | 2–2 | 0–2 | 2–1 | 3–1 | 3–1 | 1–1 | 2–2  | 4–2  |     | 2–2 | 2–5 | 0–1  | 3–3 | 2–1 | 2–3 |
| Kalmar FF       | 0–0 | 0–0 | 0–3 | 0–0 | 1–2 | 4–0 | 1–2 | 1–1  | 0–2  | 1–1 |     | 0–4 | 1–4  | 1–1 | 0–3 | 1–2 |
| Malmö FF        | 0–0 | 3–0 | 1–0 | 2–1 | 3–0 | 4–1 | 1–1 | 3–1  | 1–1  | 4–0 | 2–1 |     | 2–0  | 2–2 | 2–1 | 4–0 |
| Mjällby AIF     | 3–1 | 3–1 | 2–1 | 0–1 | 2–1 | 3–2 | 0–5 | 1–1  | 2–0  | 1–1 | 2–2 | 2–2 |      | 2–3 | 1–0 | 3–0 |
| Varbergs BoIS   | 2–2 | 1–3 | 1–2 | 3–1 | 5–2 | 1–3 | 0–0 | 1–2  | 1–3  | 2–0 | 1–0 | 3–2 | 1–0  |     | 2–1 | 1–1 |
| Örebro SK       | 0–2 | 0–0 | 0–3 | 1–2 | 2–1 | 3–2 | 3–2 | 1–1  | 4–3  | 2–1 | 0–1 | 3–2 | 3–1  | 1–0 |     | 0–0 |
| Östersunds FK   | 1–2 | 2–2 | 1–1 | 2–1 | 1–3 | 0–0 | 0–1 | 0–4  | 2–4  | 0–2 | 2–0 | 1–2 | 0–1  | 0–4 | 0–0 |     |

Utolsó felvett mérkőzés dátuma: 2020. december 31. 
Forrás:  
1A hazai csapatok a bal oldali oszlopban szerepelnek.
Színek: Zöld = hazai győzelem; Sárga = döntetlen; Piros = vendéggyőzelem.
 

### Osztályozó
| 2020. december 9. 18:00 UTC+1 |

| Jönköpings Södra IF | 1–3         | Kalmar FF                            |
| ------------------- | ----------- | ------------------------------------ |
| Lowe 3'             | Jegyzőkönyv | Lowe 11' (öngól) Ring 19' Herrem 55' |

| Stadsparksvallen, Jönköping Játékvezető: Mohammed Al-Hakim |

| 2020. december 13. 13:00 UTC+1 |

| Kalmar FF   | 1–0         | Jönköpings Södra IF |
| ----------- | ----------- | ------------------- |
| Fröling 80' | Jegyzőkönyv |                     |

| Guldfågeln Arena, Kalmar Játékvezető: Glenn Nyberg |

Kalmar FF nyert 4–1-es összesítéssel.

## Statisztika
| # | Játékos             | Klub           | Gólok |
| - | ------------------- | -------------- | ----- |
| 1 | Christoffer Nyman   | IFK Norrköping | 18    |
| 2 | Astrit Selmani      | Varbergs BoIS  | 15    |
| 3 | Isaac Kiese Thelin  | Malmö FF       | 14    |
| 3 | Moses Ogbu          | Mjällby AIF    | 14    |
| 5 | Anders Christiansen | Malmö FF       | 13    |
| 6 | Nahir Besara        | Örebro SK      | 12    |
| 6 | Aron Jóhannsson     | Hammarby IF    | 12    |
| 6 | Stefano Vecchia     | IK Sirius      | 12    |

| # | Játékos                   | Klub           | Gólpassz |
| - | ------------------------- | -------------- | -------- |
| 1 | Sead Hakšabanović         | IFK Norrköping | 11       |
| 1 | Gustav Ludwigson          | Hammarby IF    | 11       |
| 3 | Ísak Bergmann Jóhannesson | IFK Norrköping | 9        |
| 3 | Alexander Kačaniklić      | Hammarby IF    | 9        |
| 5 | Johan Larsson             | IF Elfsborg    | 8        |
| 6 | Jo Inge Berget            | Malmö FF       | 7        |
| 6 | Axel Björnström           | IK Sirius      | 7        |
| 6 | Sebastian Larsson         | AIK            | 7        |
| 6 | Haris Radetinac           | Djurgårdens IF | 7        |
| 6 | Tobias Sana               | IFK Göteborg   | 7        |

### Mesterhármast elérő játékosok
| Játékos           | Csapat         | Ellenfél       | Végeredmény | Dátum                |
| ----------------- | -------------- | -------------- | ----------- | -------------------- |
| Fredrik Ulvestad  | Djurgårdens IF | Kalmar FF      | 5–0         | 2020. június 28.     |
| Deniz Hümmet      | Örebro SK      | IFK Norrköping | 4–3         | 2020. augusztus 30.  |
| Muamer Tanković   | Hammarby IF    | IFK Göteborg   | 4–0         | 2020. szeptember 10. |
| Jonathan Levi     | IFK Norrköping | Varbergs BoIS  | 3–1         | 2020. október 18.    |
| Astrit Selmani    | Varbergs BoIS  | Hammarby IF    | 5–2         | 2020. november 8.    |
| Christoffer Nyman | IFK Norrköping | Falkenbergs FF | 4–1         | 2020. november 23.   |

### Sárga és piros lapok

#### Játékosok
- Legtöbb sárga lap: 10
  -  Jesper Karlström (Djurgårdens IF)
- Legtöbb piros lap: 3
  -  Simon Strand (IF Elfsborg)

#### Klubcsapatok
- Legtöbb sárga lap: 49
  - Hammarby IF
- Legtöbb piros lap: 5
  - IF Elfsborg